# Бакст, Лев Самойлович
Лев (Лео́н) Само́йлович Бакст (фр. Léon Bakst, при рождении Лейб-Ха́им Изра́илевич Ро́зенберг, идиш לײב־חיים יזרעיעװיטש ראזענבערג‎; 27 января [8 февраля] 1866, Гродно — 27 декабря 1924[…], Рюэй-Мальмезон, Сена и Уаза, Третья французская республика) — русский и французский живописец, график и сценограф еврейского происхождения, один из наиболее известных петербургских художников Серебряного века.
Работал преимущественно в Санкт-Петербурге и Париже. Мастер станковой живописи и театральной графики, участник объединения «Мир искусства» и театрально-художественных проектов Сергея Дягилева, один из законодателей европейской моды на экзотику и ориентализм в начале XX века.

## Биография

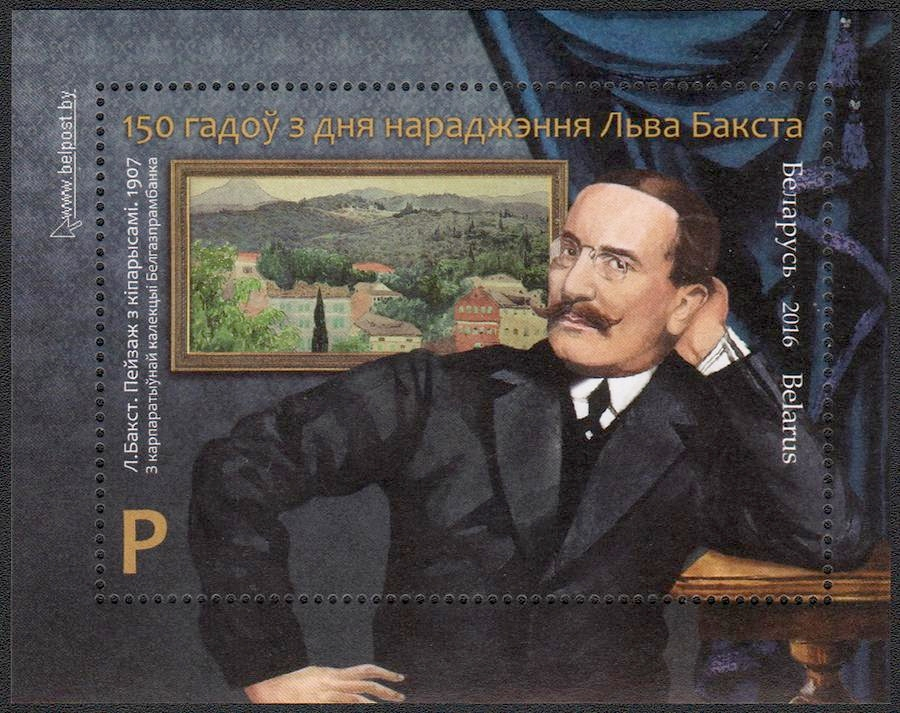
Почтовая марка Беларуси, посвящённая 150-летию со дня рождения Л. Бакста. 2016 г.

### Детство и семья
Лейб-Хаим Израилевич Розенберг родился в Гродно в ортодоксальной еврейской семье. Отец, Израиль Самуил Барух Хаимович Рабинович, был биржевым коммерсантом и знатоком Талмуда, а мать — Басия Пинхусовна — дочерью купца первой гильдии Пинхуса Хаймовича Розенберга. В молодости дед Пинхус жил в Париже и работал там портным, вращался в светском обществе, организовал успешное предприятие по поставке сукна для русской армии и заработал значительный капитал. Его жена Ривка З. Моргенштерн была родом из Вильно. Она отказалась последовать за мужем в Санкт-Петербург, «убоявшись железной дороги», но муж всё-таки уехал, получил статус почётного гражданина и продолжил успешную карьеру коммерсанта. Дед «много жертвовал приютам для бедных и сам царь Александр II жал ему руку». Согласно семейным архивам, от второго брака в 1870 году у Пинхуса Розенберга родился мертворождённый сын, отчаявшийся дождаться наследника мужского пола Пинхус испросил высочайшего разрешения у императора и усыновил мужа дочери, Самуила Баруха, таким образом избавив его от воинской повинности и дав возможность вступить в наследство.
В Петербурге Пинхус Розенберг жил в квартире № 4 в доме Гамбса на Невском проспекте. Она была обставлена с большим вкусом и выдержана в духе салона Второй империи, наполнена антиквариатом, изысканными вещами и произведениями искусства. Проведённые в петербургском доме деда годы в значительной степени сформировали у мальчика интерес к искусству. Способности к живописи проявились у Льва рано, важный вклад в его интерес к художеству внёс его педагог в Шестой Санкт-Петербургской гимназии Андрей Дмитриевич Лосев. Первый успех случился в старших классах: в 1883 году, ко столетней годовщине рождения Василия Жуковского, был объявлен конкурс на лучший портрет знаменитого поэта; Лев победил в нём, мастерски скопировав гравюру. В том же году он прервал обучение в гимназии и поступил вольнослушателем в Академию художеств, где прошёл все курсы, от рисунков с гипса до натурных занятий. Не удалось закончить академию из-за скандала, вызванного его работой на Серебряную медаль: «Оплакивание Христа» в исполнении Льва была слишком экспрессивной и новаторской для членов комиссии, только заступничество Серова и нескольких других педагогов позволило исключить его «по причине плохого зрения».
Родители Льва развелись и вскоре создали новые семьи. Лев, его брат Исай и сёстры София и Розалия начали жить в общей квартире на Вознесенском проспекте. Хотя сёстры давали уроки, а Исай занимался театральной критикой, основные средства зарабатывал Лев — с 1888 года он занимался книжной и журнальной иллюстрацией.
На первой своей выставке в 1889 году Лев взял псевдоним Бакст, существует как минимум три версии его происхождения. По воспоминаниям Александра Бенуа, «Лёвушка дал довольно путаное объяснение — будто он избрал такой псевдоним в память уже почившего своего родственника, не то дяди, не то деда». Племянница Бакста Мария Клячко утверждала, что Бакстер, а не Розенберг, — девичья фамилия матери. Третья версия от исследовательницы И. Пружан гласит, что фамилию Бакстер носила бабушка по материнской линии.

### Ранний период творчества
В начале 1890-х годов выставлялся в Обществе русских акварелистов. С 1891-го он начал путешествовать, совершая длительные поездки в Европу. В 1893-м Бакст получил крупный заказ на создание картины о прибытии адмирала Авелана и русских моряков в Париж, для работы он переехал в столицу Франции. В ней он продолжил обучение — сначала в студии Жана-Леона Жерома, затем в академии Рудольфа Жюлиана и у Альберта Эдельфельта. Вплоть до 1897 года Бакст жил в Париже, но часто возвращался в Санкт-Петербург.
С середины 1890-х годов примыкал к кружку писателей и художников, формировавшемуся вокруг Сергея Дягилева и Александра Бенуа, который позднее превратился в объединение «Мир искусства». Также Бакст сотрудничал с другими популярными тогда изданиями — «Золотое руно», «Аполлон», «Весы». В 1898 году совместно с Дягилевым принимает участие в основании одноимённого издания. Графика, изданная в этом журнале, принесла Баксту славу. Продолжил заниматься станковой живописью, создав портреты Александра Бенуа (1899), Филиппа Малявина (1899), Василия Розанова (1901), Андрея Белого (1905), Зинаиды Гиппиус, Сергея Дягилева (1906). Также преподавал живопись детям великого князя Владимира Александровича. В 1902 году в Париже получил заказ от Николая II на картину «Встреча русских моряков».
В 1898 году Бакст показал работы на организованной Дягилевым «Первой выставке российских и финских художников»; на выставках «Мира Искусства», на выставке «Secession» в Мюнхене, выставках Артели русских художников, и проч. С 1899 года потомственный почётный гражданин Санкт-Петербурга.

### Расцвет карьеры
Зрелый период творчества Бакста начинается с 1900-х — к тому моменту он уже является признанным виртуозом в книжной иллюстрации, театральной декорации, как станковист и живописец.
В 1903 году в Варшаве принял лютеранство ради брака с Любовью Павловной Третьяковой, дочерью П. М. Третьякова, вдовой художника Н. Н. Гриценко. Для заключения брака обратился с прошением на высочайшее имя, чтобы получить вместо фамилии Розенберг фамилию Бакст, и получил высочайшее соизволение именоваться Бакстом. Брак с Любовью Павловной Третьяковой быстро распался, возобновился в 1906 году, и вновь окончательно распался в 1907 году, до рождения сына Андрея.
В 1906—1910 годах Бакст совместно с Добужинским руководил художественной школой-студией Елизаветы Званцевой в Санкт-Петербурге, где среди его учеников был Марк Шагал. Во время революции 1905 года Бакст работал для журналов «Жупел», «Адская почта», «Сатирикон», позднее в художественном журнале «Аполлон». Впервые Бакст принял участие в парижском Осеннем салоне в 1905 году, а с 1906 года был принят в пожизненные члены салона. В период 1908—1910 годов одним из его учеников был Марк Шагал. За демонстративное возвращение в иудаизм из христианства в 1909 году Бакст был выслан из Петербурга как еврей, не имеющий права на жительство.
С 1910 года жил в Париже и работал над театральными декорациями, в которых произвёл настоящую революцию. Вошёл в историю как автор художник-постановщик спектаклей Русского балета Дягилева «Клеопатра» (1909); «Карнавал», «Шахерезада» и «Жар-птица» (1910); «Нарцисс» и «Видение розы» (1911), «Послеполуденный отдых фавна» и «Дафнис и Хлоя» (1912), декорации и костюмы к которым вызвали настоящий фурор и стали «революцией» в мире моды. Стилизации Бакста, его творческое переосмысление античных и восточных мотивов создали в Европе моду на тюрбаны, шаровары, кимоно, персидскую вышивку и орнаменты.
В начале 1910-х Бакст всерьез занялся созданием моделей одежды. Среди его клиенток были весьма знатные особы: великая княгиня Елена Владимировна (внучка Александра II), французская актриса Ева Лавальер, русские аристократки Фёкла Георгиевна Орлова-Давыдова, красавицы-сёстры Елена Павловна Олив и княгиня Наталья Павловна Горчакова.
Во время приезда в Россию в 1912 году Бакст получил от властей официальное предписание покинуть Санкт-Петербург, так как недавно принятый закон запрещал евреям проживать в северной столице. Бакст подал личное прошение императору и отправился обратно в Париж, где в 1914 году получил Орден Почётного Легиона и продолжил успешную карьеру. В том же году был избран академиком живописи, однако получил отказ в поданном прошении о праве проживать в Петербурге.
В 1912 году после лондонских гастролей труппы Российского Императорского балета Бакст стал настоящей звездой в Англии, любимцем группы «Блумсбери» и повлиял на становление целого круга молодых британских художников. Выставка Бакста в «Обществе изящных искусств» прошла с огромным успехом, после неё супруги Ротшильды пригласили Леона создать интерьер их особняка. Для Ротшильдов Бакст создал серию портретов-эскизов и семь панелей панно на тему «Спящей красавицы», моделями для персонажей которой выступили члены семьи.
В 1918 году разорвал отношения с Дягилевым и его антрепризой. В конце 1917 года, не оплатив предыдущих работ (балета «Шутницы») и не назвав заранее точных сроков сдачи эскизов, Дягилев фактически вынудил Бакста разработать декорации к балету «Волшебная лавка». Ради этого проекта Баксту пришлось отложить массу дорогих заказов, на которую он потратил более года; однако, не уведомив художника, Дягилев принял работу Андре Дерена и провёл премьеру в Лондоне 5 июля 1919 года. Чтобы скрыть возможный конфликт, он заказал в прессе целую кампанию по критике искусства Бакста как «устаревшего и утратившего привлекательность». После тридцатилетнего сотрудничества и 16 совместных балетов поступок Дягилева стал ударом для Бакста. В 1921 году он предпринял попытку возобновить сотрудничество и оформил для Дягилева балет «Спящая красавица» П. И. Чайковского, последнюю свою крупную постановку. В 1924 году, незадолго до смерти, Лев Самойлович Бакст был снова удостоен высшей награды Франции — ордена Почётного легиона.
Кисти Бакста принадлежат портреты многих деятелей искусства: Вацлава Нижинского, Анны Павловой, Михаила Фокина, Иды Рубинштейн, Клода Дебюсси, Жана Кокто, Андрея Белого и др.
После революции Бакст помог бывшей супруге и детям выехать из России.
27 декабря 1924 года умер в Рюэй-Мальмезон от отёка лёгких.
Бакст оставил богатое литературное наследие — в течение всей жизни он состоял в переписке со многими друзьями и коллегами, публиковал статьи и эссе на трёх языках в литературных и художественных журналах, писал прозу, выступа автором каталогов к выставкам и критических статей.
Племянник Леона Бакста (сын его сестры Розы Самуиловны Розенберг) — советский историк Альберт Захарович Манфред.
Сын — Андрей Львович Бакст (1907—1972), художник театра и кино.
Имя Льва Бакста носит одна из улиц в Гродно.

## Адреса в Санкт-Петербурге
- 1893—1894 — Владимирский проспект, 4 — Стремянная улица, 2[32];
- 1898—1899 — Невский проспект, 55[33];
- 1899—1903 — Звенигородская улица, 22;[34]
- 1903—1906 — улица Рылеева, 2;[35]
- 1906—1910 — Кирочная улица, № 24, кв. 6[36].

## Наиболее известные работы

### Картины

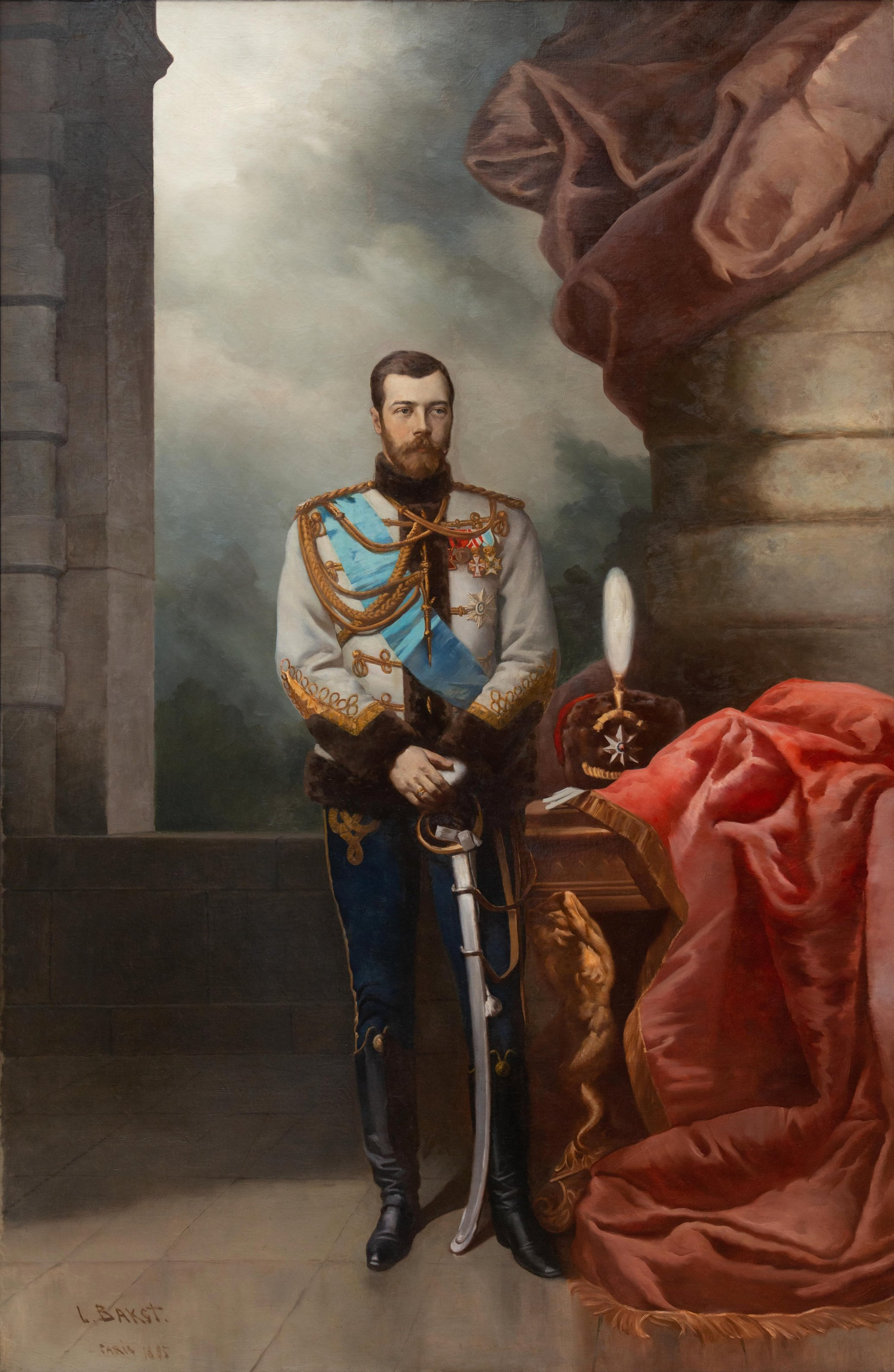
Портрет Николая II в мундире лейб-гв. Гусарского полка, 1895
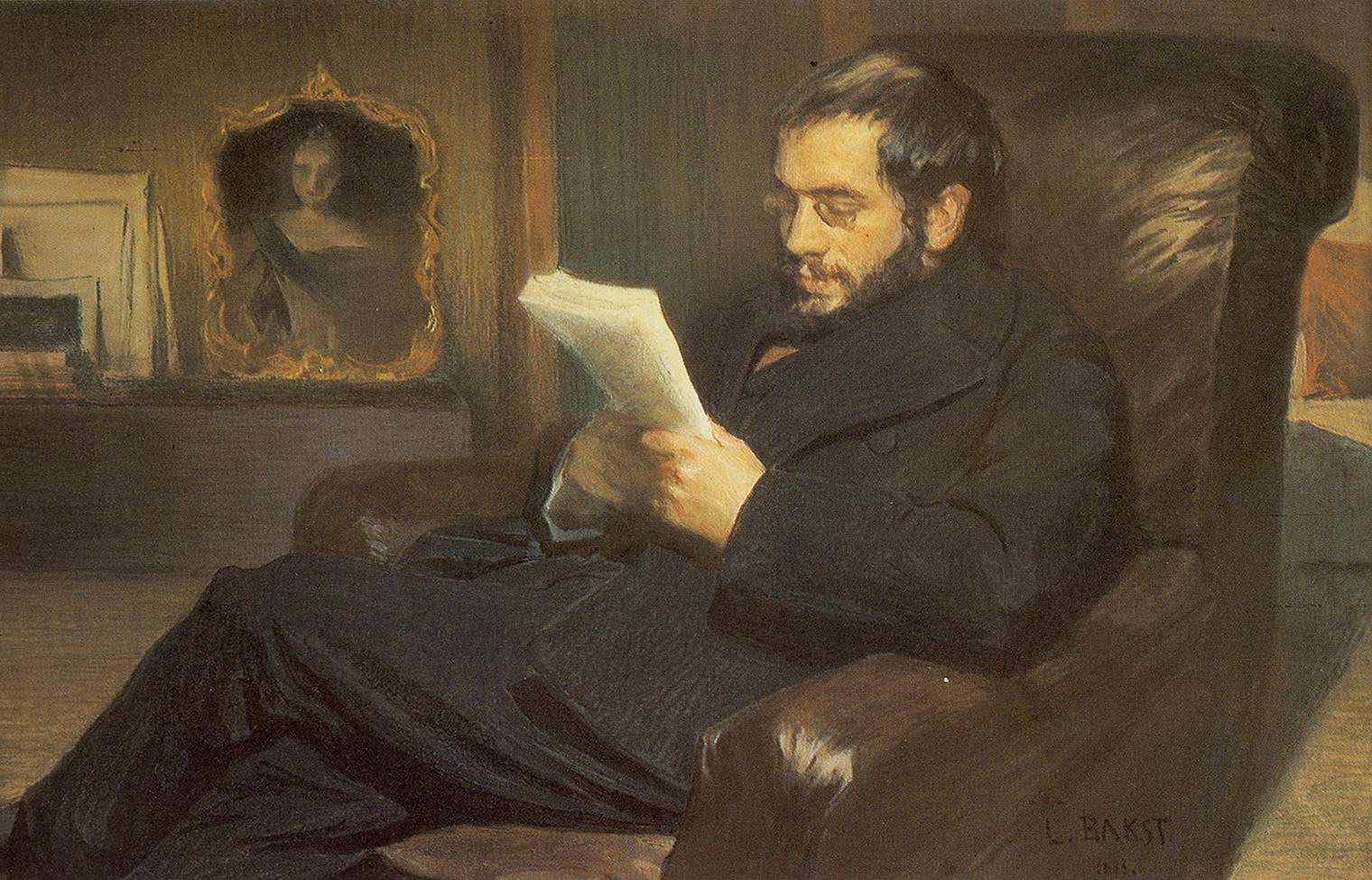
Портрет А. Н. Бенуа, 1898
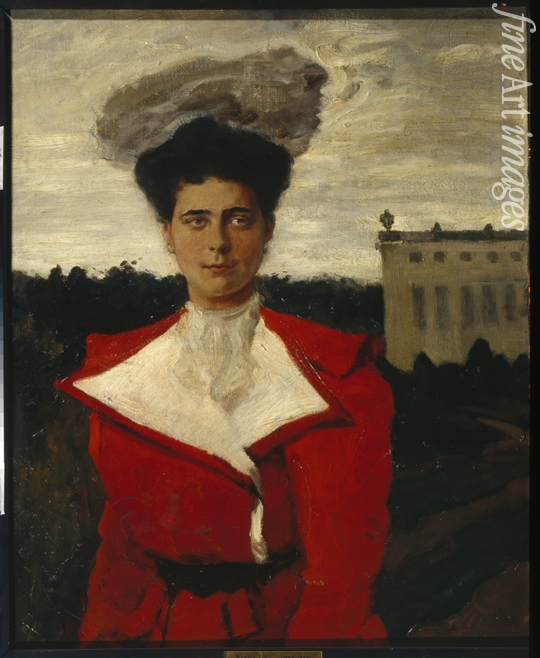
Портрет великой княгини Елены Владимировны, 1899
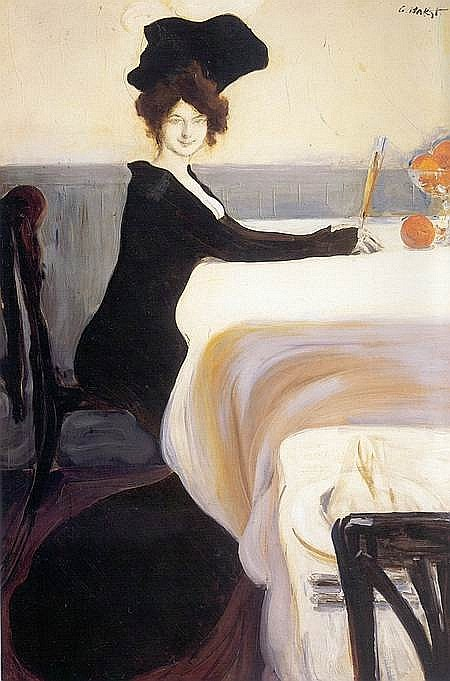
Ужин, 1902
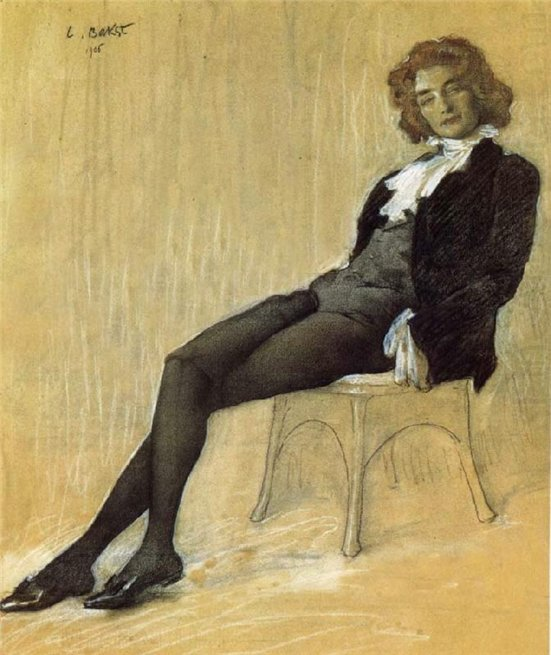
Портрет Зинаиды Гиппиус, 1906
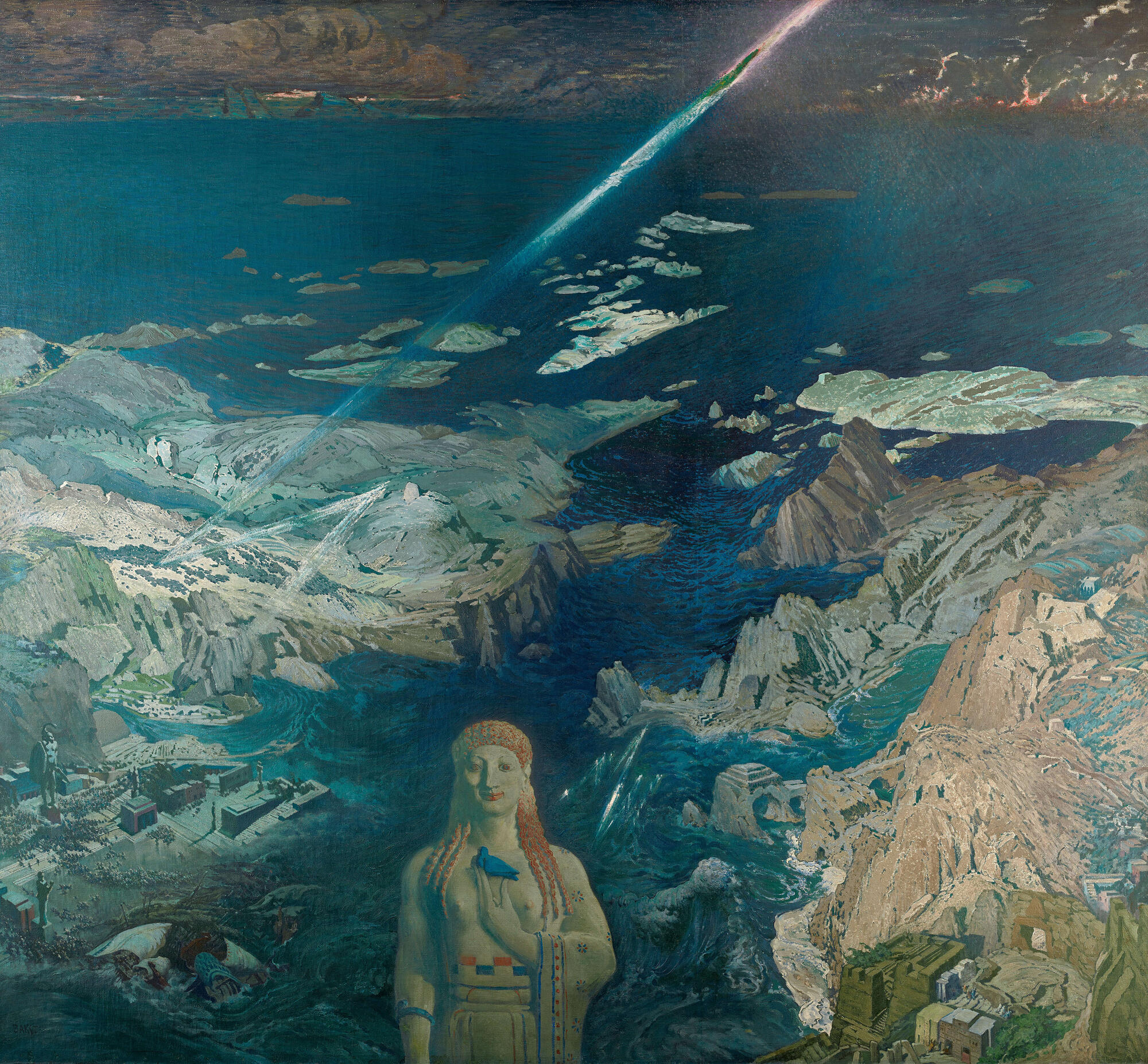
Древний ужас, 1908

### Театральные работы
Особую славу Бакста составили его 16 работ для Русских сезонов Дягилева, а также для труппы Иды Рубинштейн.

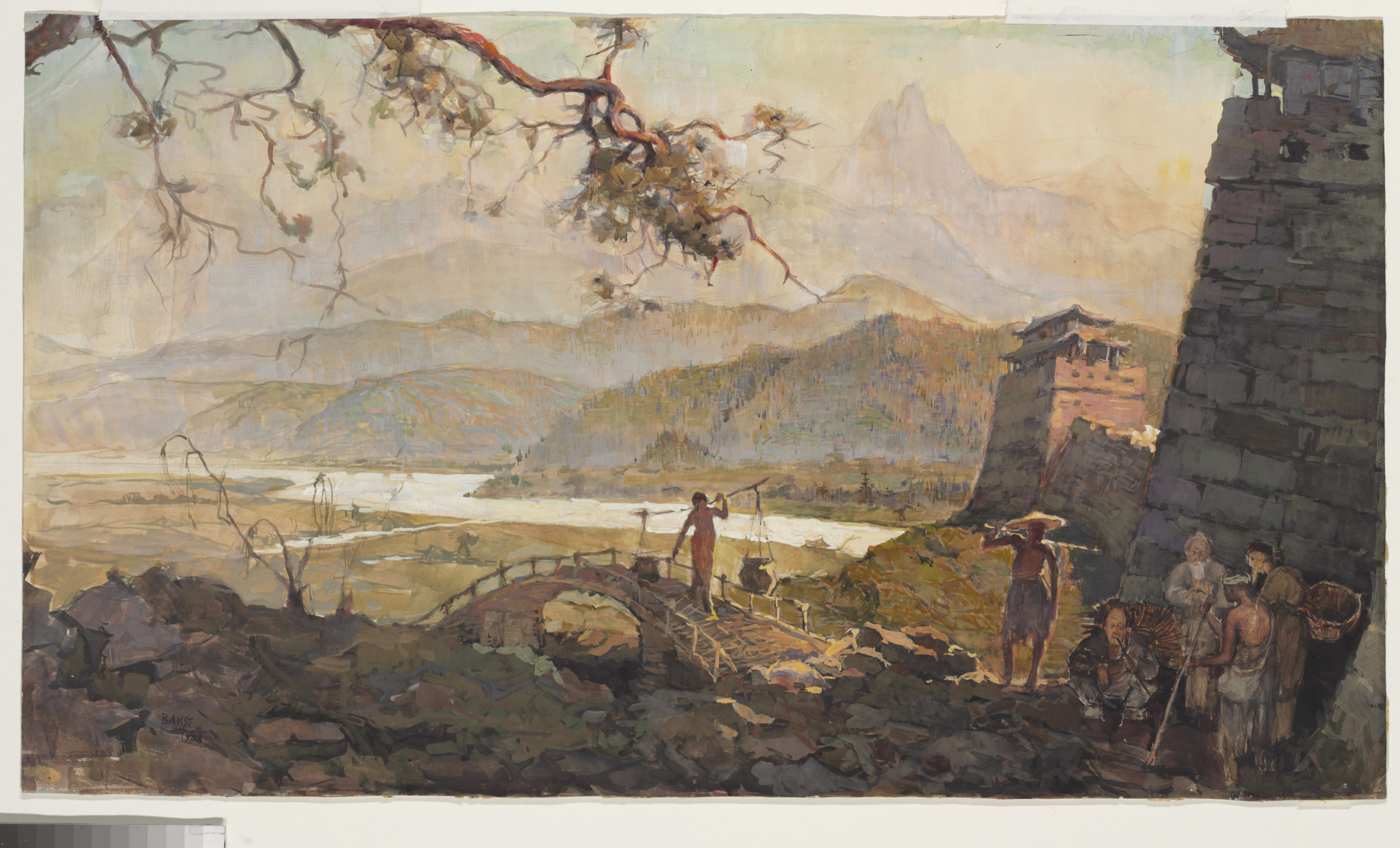
Сценография для дивертисмента «Ориенталии», 1910

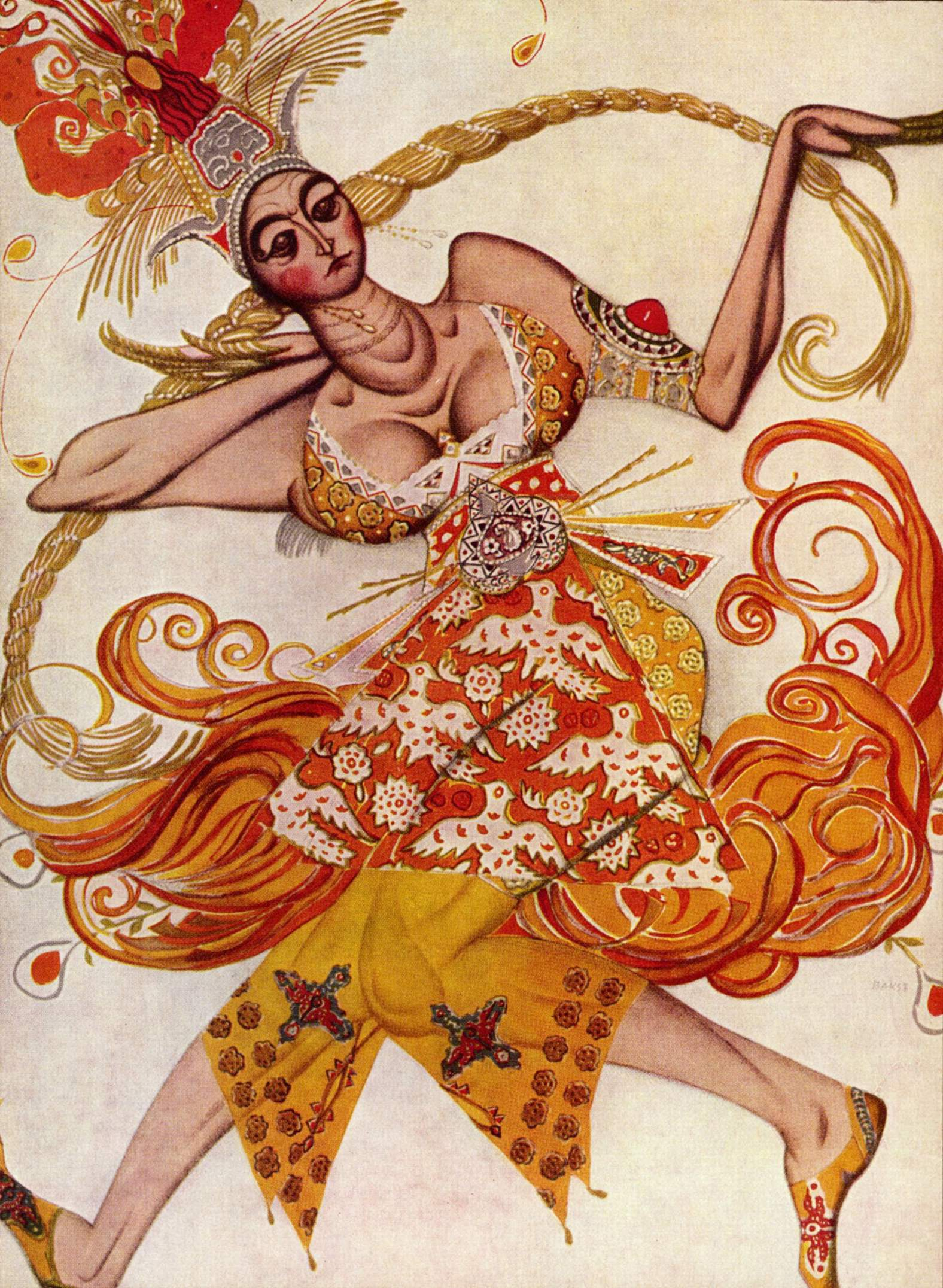
«Жар-птица» (балет Игоря Стравинского)
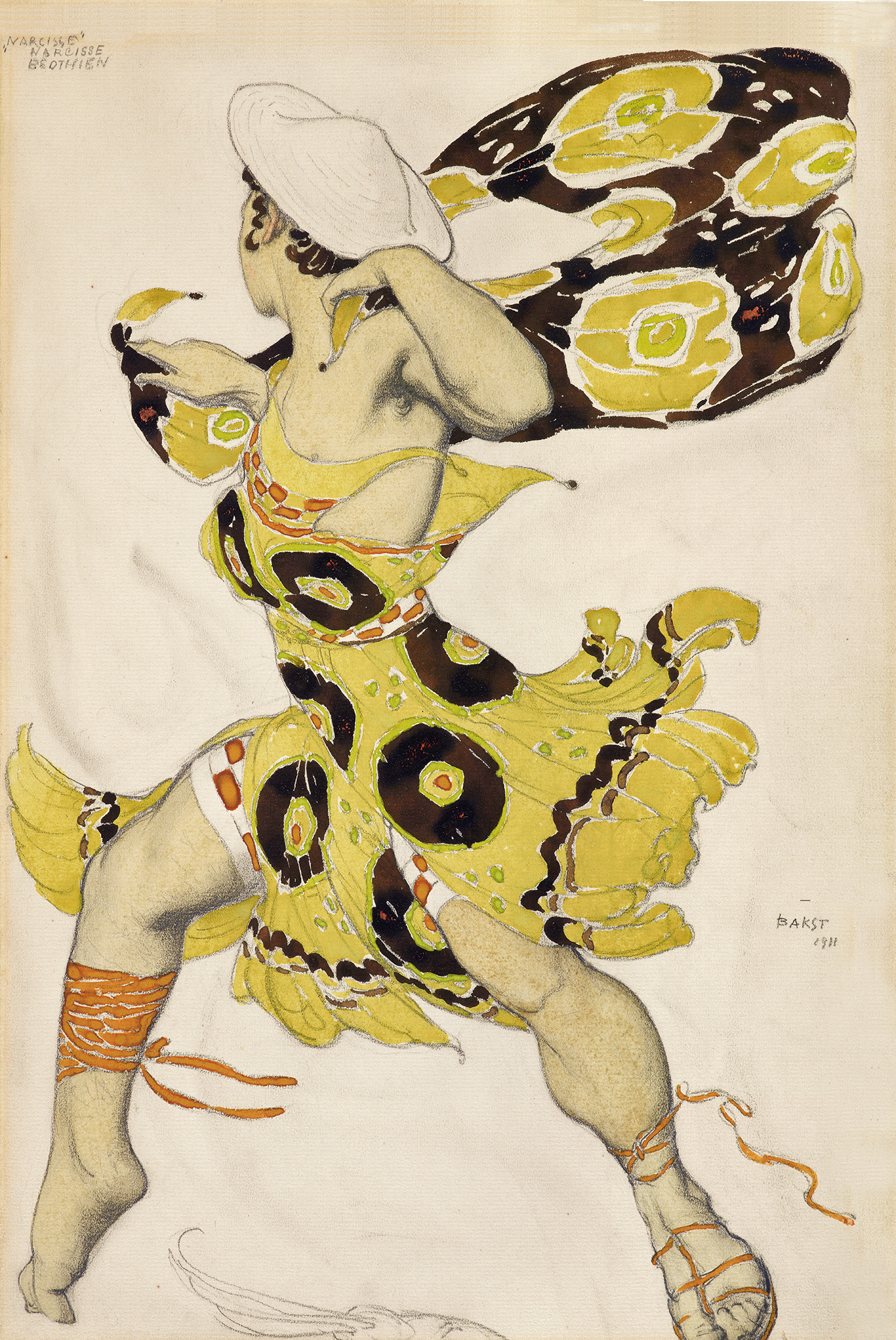
«Нарцисс» (балет Николая Черепнина)
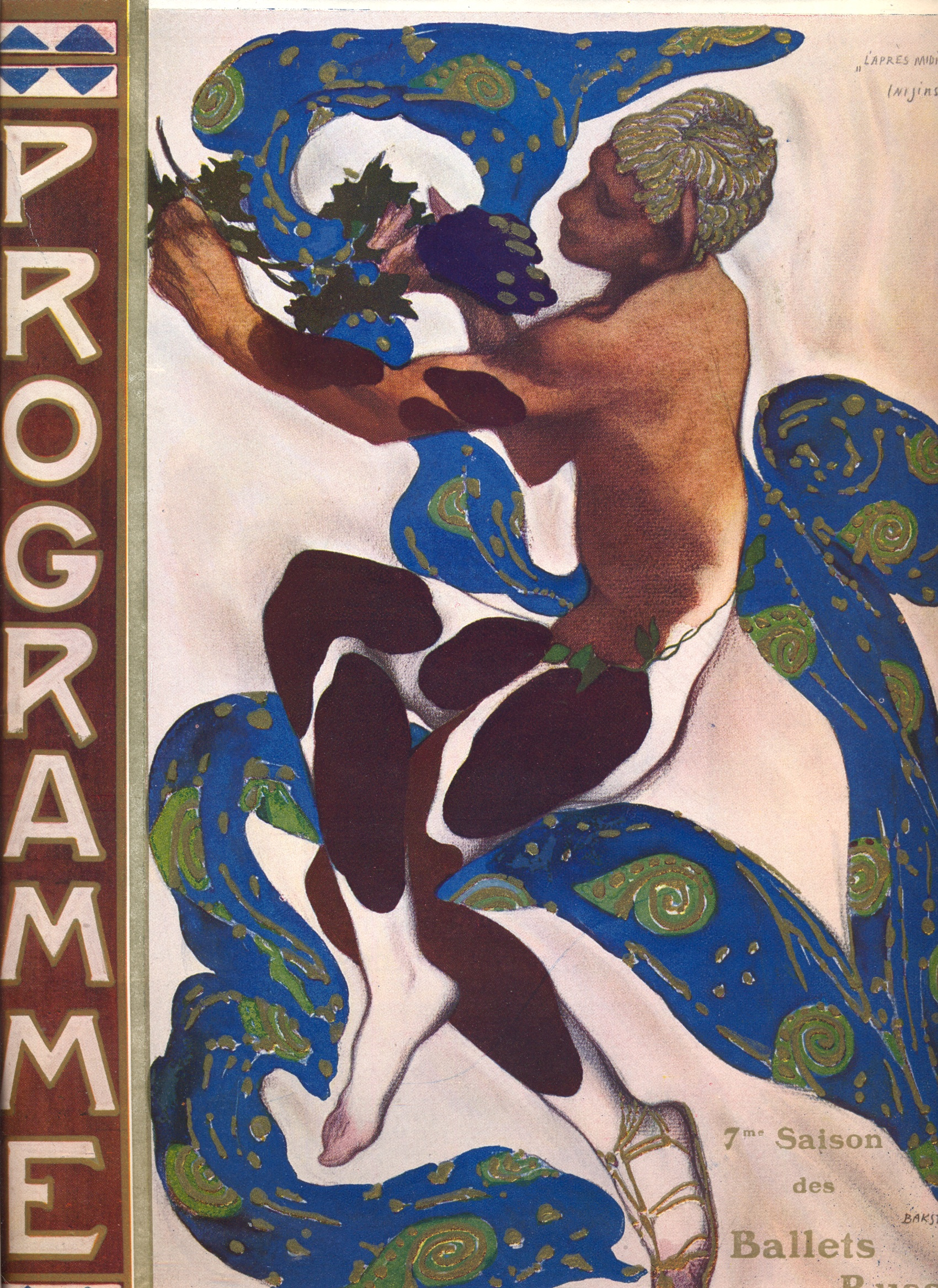
«Послеполуденный отдых фавна» (балет Клода Дебюсси)
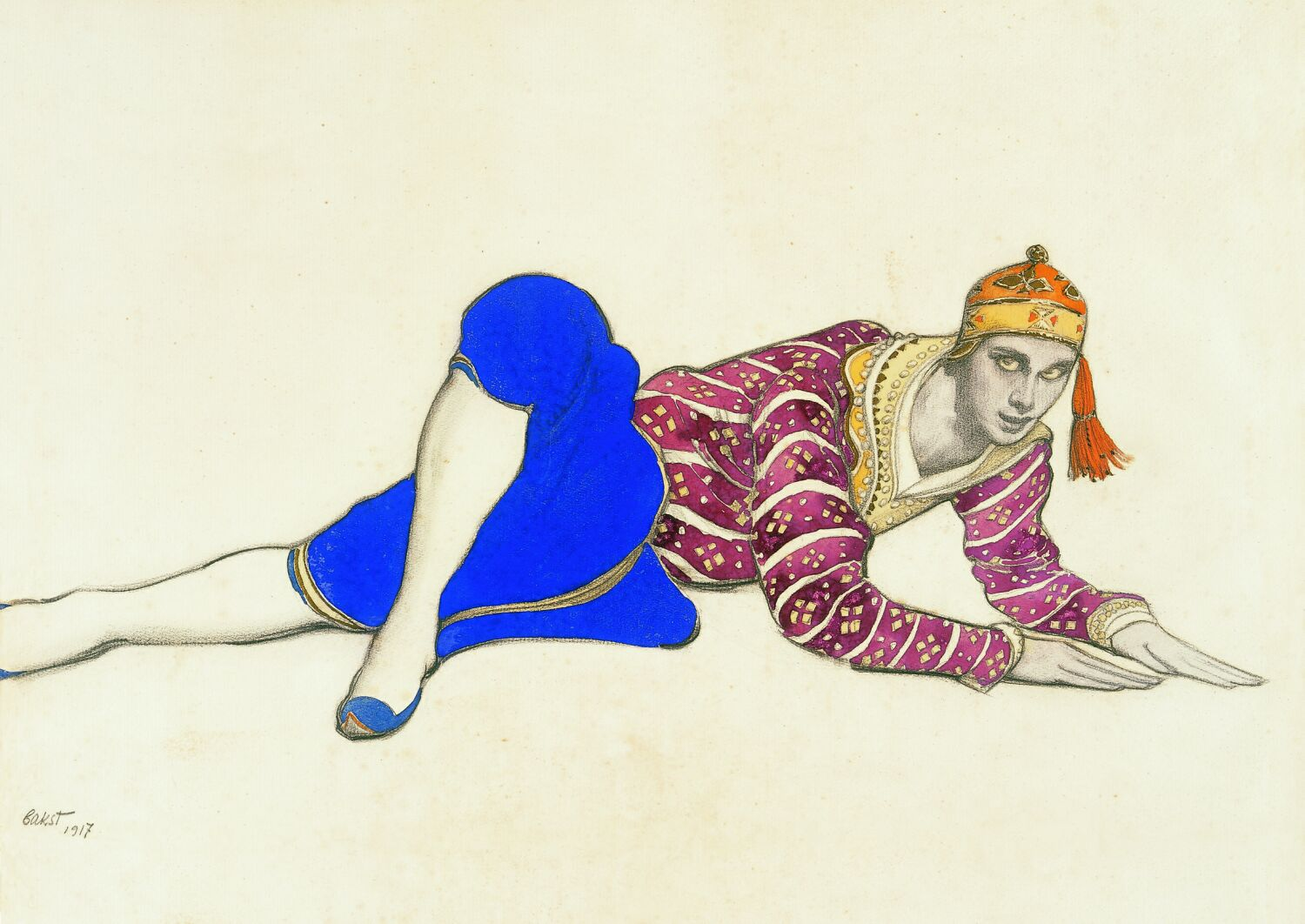
Вацлав Нижинский, эскиз костюма для «Ориенталий»

## Наследие

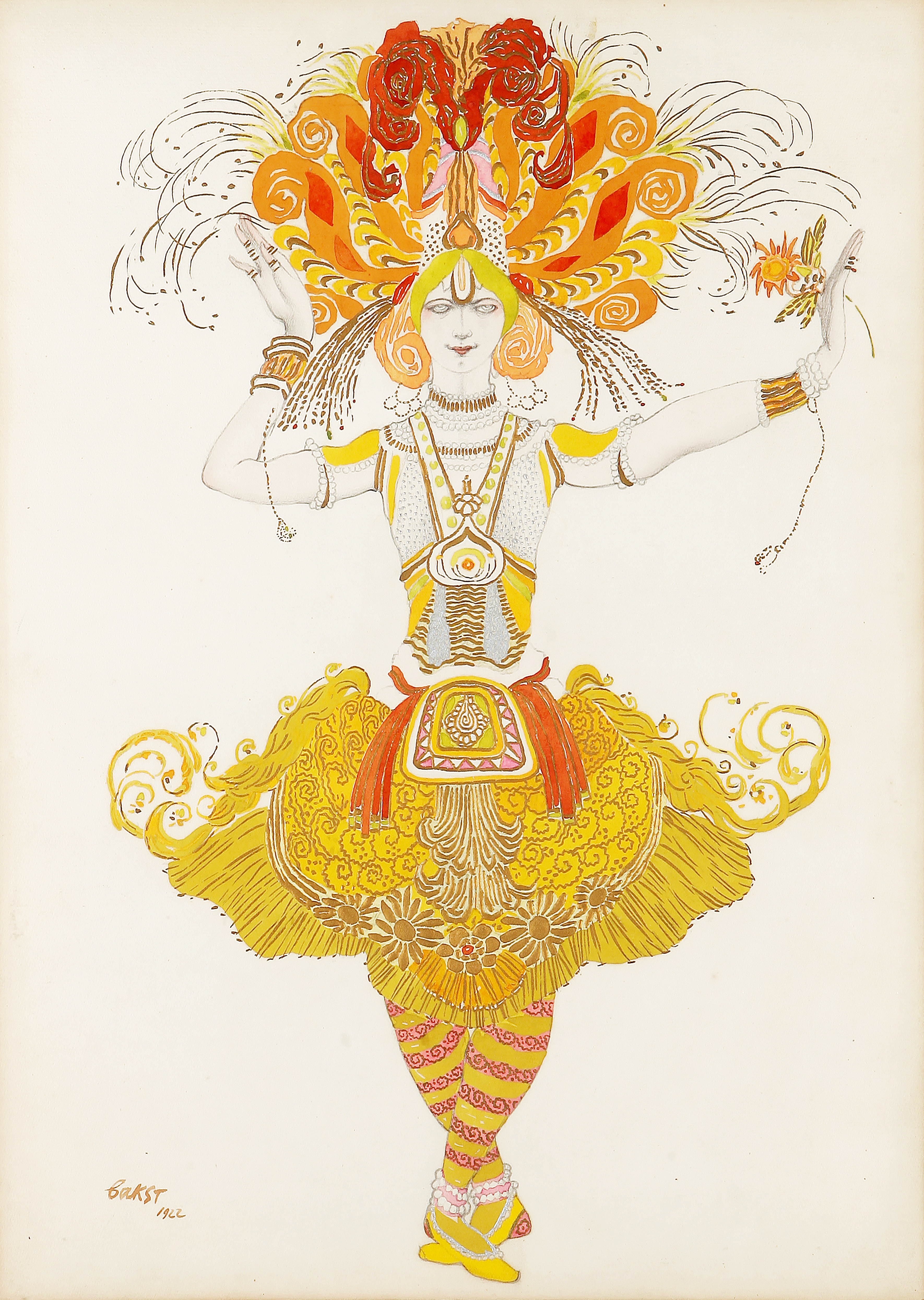
Эскиз костюма Жар-птицы к балету «Жар-птица» (1922)

В 1911 году Леон Бакст выполнил роскошные иллюстрации к книге Валериана Светлова «Современный балет».
В 2013 году корпоративная коллекция Белгазпромбанка пополнилась «Эскизом костюма Жар-птицы» Леона Бакста, приобретённым на аукционе Кристис. Эта работа стала одним из немногочисленных произведений художника, возвращённых на его родину — в Беларусь (до этого в этой стране имелось лишь несколько произведений тиражной графики Бакста в собрании Национального художественного музея Республики Беларусь).
В 2014 году Белгазпромбанк приобрёл у частного коллекционера альбом «Произведения Леона Бакста для балета „Спящая красавица“» (1922).
На 38-й сессии Генеральной конференции ЮНЕСКО, прошедшей 2 ноября 2015 года, была принята резолюция о праздновании под эгидой этой международной организации 150-летнего юбилея Леона Бакста в Белоруссии (при поддержке Российской Федерации).
В 2016 году в Минске в Национальном художественном музее Республики Беларусь состоялась художественная выставка «Время и творчество Льва Бакста».
В том же году прошла выставка Бакста в Санкт-Петербурге в Русском музее.

## Фильмография
- 2014 — «Лев Бакст. Мастер линии», документальный фильм Олега Лукашевича.